# نوخالی صدر
نوخالی صدر (به لاتین: Noakhali Sadar) یک منطقهٔ مسکونی در بنگلادش است که در ناحیه نواکهلی واقع شده‌است. نوخالی صدر ۳۳۶٫۰۶ کیلومتر مربع مساحت و ۵۲۵٬۹۳۴ نفر جمعیت دارد.